# Sacar a la luz
Sacar a la luz. La memoria de las rapadas es una película documental española dirigida y escrita en 2021 por Gema del Rey Jordá, María Dolores Martín-Consuegra Martín-Fontecha y Mónica del Rey Jordá.

## Sinopsis
El documental refleja el relato de las memorias de las mujeres que fueron rapadas durante el franquismo y constituye un proceso dignificador y sanador en sí mismo. A través de los testimonios de mujeres represaliadas, del de sus hijos e hijas criados entre silencios y relatos contados a medias, de los familiares a los que les alcanzó el legado de su memoria y de personas investigadoras empeñadas en la tarea de sacar a la luz estos crímenes, se hace visible un sufrimiento que ha marcado la vida de varias generaciones.

## Producción
El rodaje tuvo lugar entre noviembre de 2018 y agosto de 2020, en varias localidades de Castilla-La Mancha y en la Comunidad de Madrid. Se presentó en diversos festivales de cine. Fue candidata en la 36 edición de los Premios Goya, la de 2022. Su estreno oficial fue el 22 de enero de 2024.
El documental está dirigido a seis manos por las hermanas Mónica y Gema del Rey (las artistas visuales Art al Quadrat), junto con la psicóloga y antropóloga María Dolores Martín-Consuegra. Quisieron rescatar las voces de las víctimas del franquismo que sufrieron ese tipo de humillación y dignificar su memoria. Recogen testimonios y forma premeditada no usaron las escasas fotografías de rapadas que se conservan. Mostrarlas de nuevo humilladas hubiera supuesto una doble victimización.
Las autoras del largometraje sostienen que estas víctimas del franquismo sufrieron una violencia sistémica y dirigida expresamente contra la mujer durante la guerra y buena parte de la posguerra (la última rapada de la que se tiene constancia fue Tina Pérez, castigada con este escarnio en 1962 por su apoyo a la huelga minera asturiana).